# Udo Bullmann

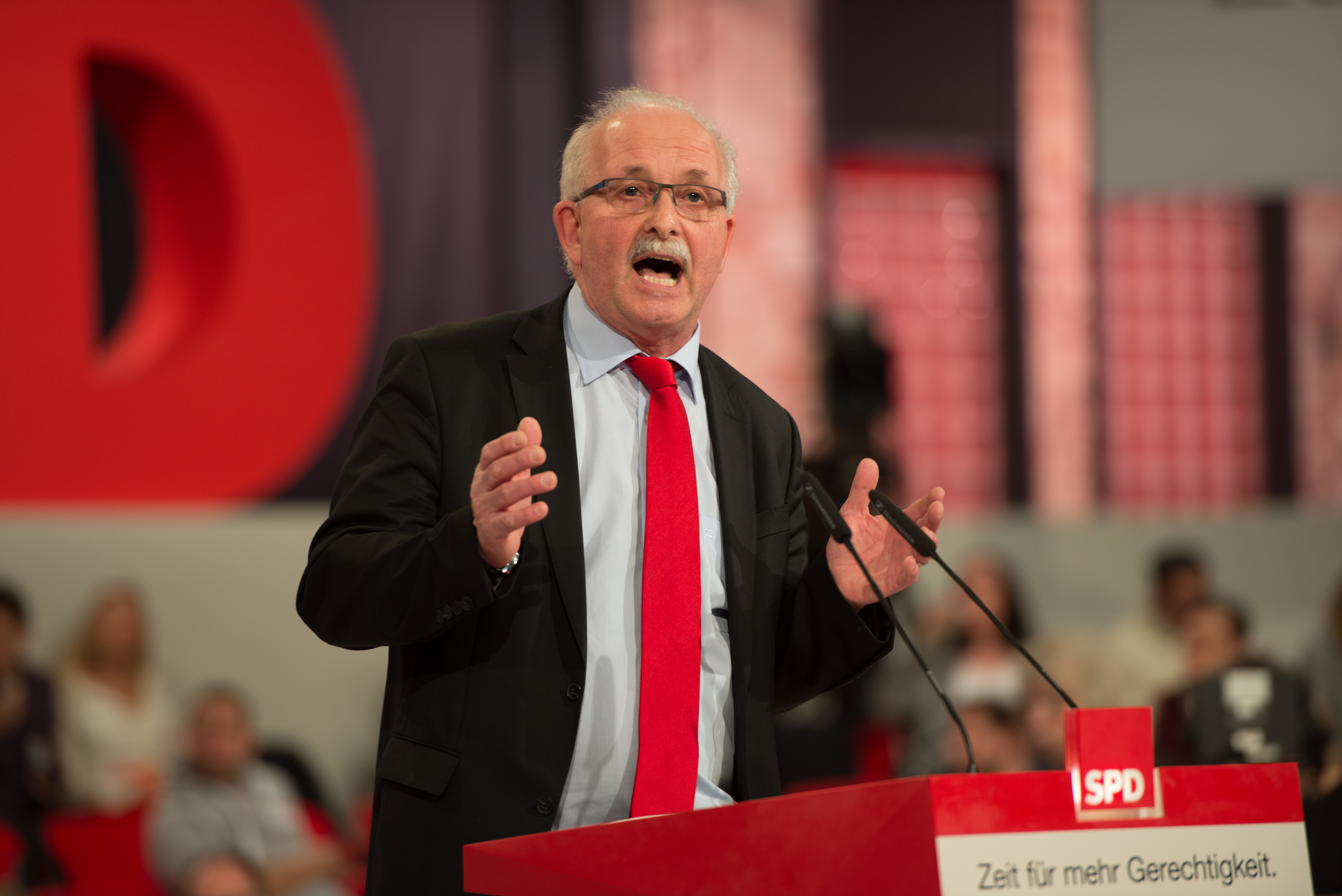
Udo Bullmann auf dem SPD-Bundesparteitag am 19. März 2017 in Berlin

Hans Udo Bullmann (* 8. Juni 1956 in Gießen) ist ein deutscher SPD-Politiker und seit 1999 SPD-Europaabgeordneter für Hessen in der Fraktion der europäischen Sozialdemokraten (S&D) des Europäischen Parlamentes. Ab 2016 war er stellvertretender Fraktionsvorsitzender und von März 2018 bis Juni 2019 Vorsitzender der S&D-Fraktion. Er war, gemeinsam mit der damaligen Bundesjustizministerin Katarina Barley, Spitzenkandidat der SPD für die Europawahl 2019.
In der neunten Legislaturperiode war er Koordinator seiner Fraktion im Ausschuss für Entwicklung und ab Februar 2023 Vorsitzender im Unterausschuss für Menschenrechte. In der zehnten Legislaturperiode ist er Koordinator seiner Fraktion im Ausschuss für Entwicklung sowie Vorsitzender der Delegation für die Beziehungen zu Südafrika.

## Ausbildung
Bullmann studierte Politikwissenschaft, Soziologie, öffentliches Recht sowie Ökonomie und schloss 1982 mit dem Magister Artium ab. Er wurde 1988 zum Dr. rer. soc. promoviert und war von 1989 bis 1996 wissenschaftlicher Assistent an der Universität Gießen. Er war von 1994 bis 1997 Stipendiat der Deutschen Forschungsgemeinschaft und von 1994 bis 1998 Visiting Research Fellow am Department of Government der Universität Strathclyde/Glasgow. Von 1998 bis zur Wahl 1999 in das Europäische Parlament war er Hochschuldozent und Jean-Monnet-Professor für Europastudien (Studies on European Integration) an der Justus-Liebig-Universität Gießen.

## Politischer Werdegang

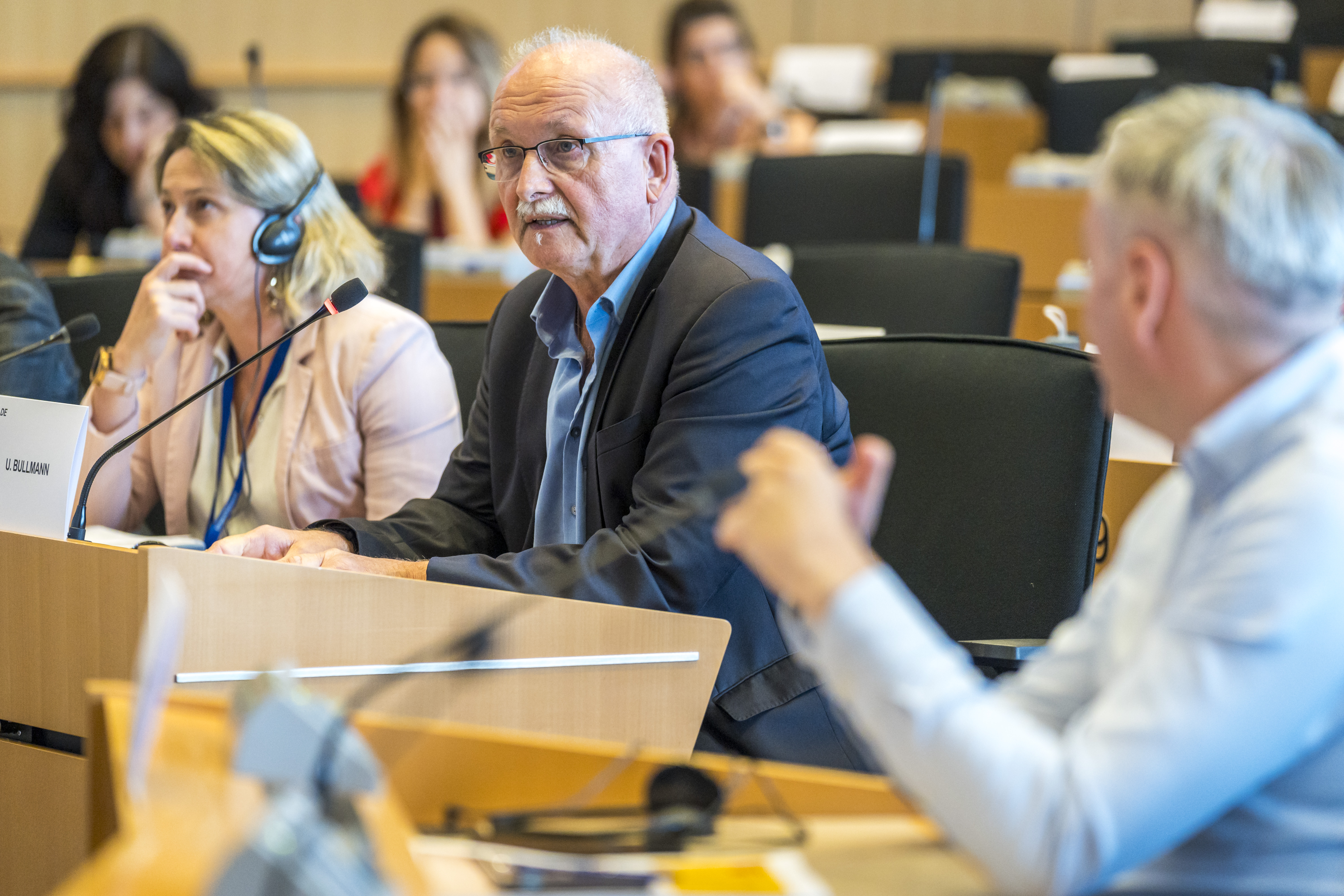
Bullmann ist seit 1999 Mitglied des Europäischen Parlaments

Seit 1975 ist Bullmann Mitglied der SPD und engagierte sich bis 1991 überwiegend bei den Jungsozialisten, deren hessischer Landesvorsitzender er zuletzt war. 1999 wurde Bullmann in das Europäische Parlament gewählt, nachdem er 1994 noch Ersatzkandidat von Willi Görlach war. Von 2012 bis Anfang 2017 war er Vorsitzender der SPD-Gruppe im Europäischen Parlament, deren stellvertretender Vorsitzender er seit Mai 2003 war.
Seine Schwerpunkte in dieser Position waren Wirtschaft und Beschäftigung, die EU-Lissabon Strategie, europäischer Finanzdienstleistungsmarkt, sowie Entwicklungs- und Regionalpolitik.
Von 2015 bis 2021 war er gewähltes Mitglied des SPD-Parteivorstandes. Am 19. März 2017 wurde er vom außerordentlichen Parteitag gemäß § 23 Absatz 1 Satz 1 Buchstabe e) des SPD-Organisationsstatuts als Nachfolger des auf demselben Parteitag zum Vorsitzenden gewählten Martin Schulz zum Verantwortlichen des Parteivorstandes für die Europäische Union gewählt. Dieses Amt hatte er bis Dezember 2021 inne, als ihn Katarina Barley ablöste.
Von März 2018 bis Juni 2019 war er Fraktionsvorsitzender der S&D-Fraktion im Europäischen Parlament.
Bullmann war bis zu seiner Wahl zum Fraktionsvorsitzenden Mitglied im Ausschuss für Wirtschaft und Währung und Stellvertreter im Ausschuss für Beschäftigung und soziale Angelegenheiten. In seiner Funktion als Fraktionsvorsitzender war er Mitglied der Konferenz der Präsidenten.
Im Dezember 2018 wurde er, gemeinsam mit Katarina Barley, an die Spitze der Europaliste der SPD für die Europawahl 2019 gewählt. Bullmann legte im Wahlkampf einen Fokus auf den Kampf gegen Nationalismus und Chauvinismus. Er forderte zentrale Reformen für die Zukunft Europas, darunter gleichen Lohn für gleiche Arbeit, gleichartige Besteuerung wo immer Gewinne gemacht werden sowie mehr Investitionen in Bildung und Infrastruktur.
Am 17. Juni 2019 gab er bekannt, auf eine erneute Kandidatur als Fraktionsvorsitzender zu verzichten. Damit vermied er eine Kampfkandidatur gegen die Spanierin Iratxe García.
In der neuen Legislaturperiode ist er entwicklungspolitischer Sprecher seiner Fraktion (S&D). Einen Schwerpunkt legt er auf das Erreichen der UN-Ziele für nachhaltige Entwicklung.
Er ist Mitglied im Ausschuss für internationalen Handel, in der Delegation für die Beziehungen zu den Ländern Mittelamerikas  sowie in der Delegation in der Parlamentarischen Versammlung Europa-Lateinamerika.
Seit Februar 2023 ist er Vorsitzender des Unterausschusses für Menschenrechte, nachdem Maria Arena im Januar von dem Posten zurückgetreten war.
Bei der Europawahl 2024 wurde Bullmann wiedergewählt. Er kandidierte auf Platz 8 der Europawahlliste der SPD; sein Ersatzkandidat war der Juso-Bundesvorsitzende Philipp Türmer. Er ist in der 10. Legislaturperiode (2024–2029) Koordinator seiner Fraktion im Entwicklungsausschuss und Mitglied im Ausschuss für internationalen Handel. Außerdem ist er Vorsitzender der Delegation für die Beziehungen zu Südafrika.

## Mitgliedschaften
Bullmann ist Mitglied der Vereinten Dienstleistungsgewerkschaft (ver.di), der Europa-Union Deutschland, der Europa-Union Parlamentariergruppe Europäisches Parlament und von Brussels Labour sowie der International Political Science Association (IPSA).

## Privates
Bullmann ist verheiratet und hat drei Kinder.